# Charles-François Clément
Charles-François Clément, né le 24 mai 1719 à Apt et mort le 10 avril 1799 à Paris, est un compositeur français.

## Biographie
Sa vie est très peu connue. Il est professeur de clavecin à Paris. De 1762 à 1765, il publiait chaque mois un journal de clavecin, composé d'ariettes et de petits airs choisis dans les intermèdes et dans les opéras-comiques qui avaient obtenu du succès. Il a adapté plusieurs opéras italiens pour le public parisien, notamment L'Uccelatrice de Niccolò Jommelli qu'il renomme en La Pipée et La Zingara de Rinaldo di Capua renommé en La Bohémienne. Ces deux œuvres sont montées en 1766.
Casanova dit, dans ses mémoires, qu'il a connu Clément à Paris : il donnait alors des leçons de musique à Manon Balletti, fille de  Balletti, dit Mario, et de Silvia, acteurs du Théâtre-Italien, dont il était amoureux et qu'il devait épouser, mais le mariage n'eut jamais lieu et Manon épousa l'architecte Jacques-François Blondel en 1760.
Parmi ses œuvres originales on trouve essentiellement une série de pièces pour violon et clavecin (dédicacée à Antoine Forqueray et à sa femme) et trois chants (Le départ des guerriers et Le retour des guerriers en 1750 et Le Célibat en 1762).
On lui doit également deux livres théoriques, un Essai sur l'accompagnement du clavecin (1758) et un Essai sur la basse fondamentale (1762). Il a ensuite rassemblé ces deux cahiers en un seul lors de leur seconde publication.
Antoine Forqueray, en remerciement de la dédicace de Clément, nomme l'une de ses pièces pour viole de gambe La Clément.

## Discographie
- Charles-François Clément, Sonates en trio pour clavecin et violon, Iakovos Pappas (clavecin) et Augustin Lusson (violon), éditions Maguelone, 2020[4].